# Historia Salonitana
Historia Salonitanorum atque Spalatinorum pontificum (slovensko Zgodovina salonskih in splitskih škofov) splošno znana kot Historia Salonitana (Zgodovina Salone (Solina))  je kronika Tomaža Arhidiakona iz 13. stoletja, ki vsebuje pomembne informacije o zgodnji zgodovini Hrvatov. 
Zgodovino je prvi objavil Ivan Lučić.  Razširjena različica dela, znana kot Historia Salonitana maior (Velika zgodovina Salone), je bila objavljena v 16. stoletju. Kritično izdajo obeh je ponovno izdala Nada Klaić leta 1967.
Kronika poroča o prihodu Hrvatov: 
"S poljskih ozemelj, imenovanih Lingonija, je pod Totilom prišlo sedem ali osem plemenskih klanov. Ko so videli, da bi bila hrvaška zemlja primerna za bivanje, ker je bilo v njej malo rimskih kolonij, so jo dobili za svojega vojvodo ... Ljudstvo je imenovalo Hrvati ... Mnogi jih imenujejo Goti, prav tako pa Slovani, posebno tiste, ki so prišli iz Poljske in Češke."
Poročilo je bolj podobno tistemu v De administrando imperio kot tistemu v Letopisu popa Dukljana. 
Kronika ugotavlja, da so se v času bizantinskega cesarja Heraklija in papeža Janeza IV. nekateri Hrvati spreobrnili v krščanstvo. Oba sta umrla sredi 7. stoletja, iz česar se ocenjuje, da so Hrvati prišči na Jadran nekoč v zgodnjem delu tega stoletja. 
Zgodovina vsebuje obširne podatke o hrvaških kraljih Dimitriju Zvonimirju in Petru Krešimirju IV.